# Tischtennis (Zeitschrift)
Tischtennis (Eigenschreibweise: tischtennis) ist eine deutsche Tischtennis-Fachzeitschrift. Sie ist das Organ des Deutschen Tischtennis-Bundes (DTTB) und erscheint einmal pro Monat. Bis Juli 2004 trug sie den Titel Deutscher Tischtennis-Sport. Die Auflage betrug 2007 etwa 14.500 Exemplare (gegenüber 10.000 Stück im Jahr 2000).
Der Untertitel des 48 oder 56 Seiten starken Magazins lautet „News, Training und Service für Spieler, Trainer und Vereine“. Themenschwerpunkte sind Berichte von nationalen und internationalen Ereignissen, Trainingstipps, Vorstellung von Produkten, Diskussionen um Regeln und Regeländerungen etc. Im Regionalteil werden Themen der Landesverbände behandelt.
Hauptberuflich arbeiten für Tischtennis zwei Redakteure. Hinzu kommen rund ein Dutzend freie Mitarbeiter sowie zwei Fotografen, außerdem verfassen zahlreiche ehrenamtliche Autoren Gastbeiträge.

## Geschichte
Anfangs nutzte der DTTB die Zeitschrift Tennis und Golf als Organ. Am 2. Oktober 1932 gab der Verlag Hermann Meister aus Heidelberg eine eigene Zeitschrift Tischtennis – auch Tisch-Tennis – heraus: „Sie soll Bindeglied zwischen Spieler, Verein und Führer sein“, laut Werner Arndt, damals Präsident des DTTB. Diese erschien bis Ende 1941.
1947 wurden mehrere Tischtenniszeitungen gegründet, wie zum Beispiel der Tischtennis-Rundbrief (ab 14. Mai 1947) als „Amtliche Mitteilungen des Fachverbandes Tischtennis für Rheinland und Westfalen“. Diese Zeitschrift erhielt 1948 den neuen Namen Westdeutsche Tischtennis-Rundschau und erschien bis März 1949.
Daneben gab es ab 19. Juni 1947 die Tischtennis-Rundschau als „Amtliche Mitteilungen der Landesverbände“, herausgegeben im DIN-A5-Format von Heinz Tournée (Bochum). Berichtet wurde über die vier Besatzungszonen. Im Januar 1948 nannte sich auch diese Zeitschrift um, der neue Name lautete Deutscher Tischtennis-Sport (DTTS). Es war der Vorgänger von tischtennis, pro Monat wurden zwei Hefte im Format DIN A4 herausgegeben. Auf dem 1. Bundestag des DTTB am 29. und 30. Oktober 1947 wurde diese Zeitschrift als amtliches Organ des DTTB benannt. Der Umfang war in den ersten Jahren bescheiden. So umfasste 1948 / Ausgabe 16 acht Seiten, 1953 / Ausgabe 3 zwölf Seiten.
Im Januar 1950 löste der Westdeutsche Tischtennisverband WTTV Heinz Tournée als Herausgeber ab. Der WTTV teilte die Zeitschrift in eine West-Süd und eine Nord-Ost-Ausgabe auf. Die Unterschiede lagen in der Gestaltung der Titelseite und in den Regionalteilen. Am 1. April 1952 übernahm der DTTB den West-Süd-Teil, der Nord-Ost-Teil blieb in der Verantwortung des TTV Niedersachsen. Im Mai desselben Jahres wurde das Südwest-Echo mit dem DTS – Ausgabe West-Süd vereint.
Ab 1966 gab es wieder eine einzige Ausgabe. 1966 wurde die Titelseite farbig gestaltet, 1972 auch der Innenteil. 1975 änderte sich die Abkürzung von DTTS in DTS.
Eine geringe Auflage und damit verbundene finanzielle Probleme führten 1978 zum Pflichtbezug: Jeder Verein musste ein Exemplar beziehen. Diese Maßnahme war umstritten und wurde von vielen Vereinen kritisiert.
Im Oktober 1980 wurde die Chefredaktion erstmals von einem hauptberuflichen Journalisten übernommen: Manfred Schäfer aus Frankfurt, der vorher für die Frankfurter Rundschau gearbeitet hatte. Ab 1983 wurde die Erscheinungsweise auf einmal pro Monat halbiert, der Philippka-Sportverlag in Münster übernahm die Herstellung und den Vertrieb.
Von Juli 2004 bis Ende 2019 war Rahul Nelson als Chefredakteur für die in tischtennis umbenannte Zeitschrift verantwortlich. Seit 1. Januar 2020 erscheint die Zeitschrift im Verlag myTischtennis GmbH aus Düsseldorf.